# Arnaldo Forlani
Arnaldo Forlani, (phát âm tiếng Ý: [arˈnaldo forˈlaːni]; 8 tháng 12 năm 1925 – 6 tháng 7 năm 2023) là chính trị gia người Ý giữ chức Thủ tướng thứ 43 của Ý từ 18 tháng 10 năm 1980 đến 28 tháng 6 năm 1981. Ông còn giữ chức Phó Thủ tướng, Bộ trưởng Ngoại giao và Bộ trưởng Quốc phòng.
Forlani là đảng viên cánh hữu của Dân chủ Thiên Chúa giáo, và là một trong những chính trị gia Ý nổi bật từ những năm 1970 đến đầu những năm 1990.
Ông qua đời ngày 6 tháng 7 năm 2023 tại Rome, thọ 97 tuổi.